# 歯間音

調音部位

唇音
両唇音
唇歯音
舌頂音
舌尖音 / 舌端音
舌唇音
歯間音
歯音
歯歯茎音
歯茎音
後部歯茎音
そり舌音
歯茎硬口蓋音
舌背音
硬口蓋音
軟口蓋音
口蓋垂音
咽喉音
咽頭音
喉頭蓋音
声門音
二重調音
両唇軟口蓋音

▶ 調音方法

歯間音（しかんおん、英: interdental consonant）は、上と下の前歯の間に舌の先端を置くことによって調音される子音である。これは、上の切歯（前歯）の「裏」で舌によって調音される歯音とは異なる。
歯間音は、もし正確さが必要ならば、⟨[n̪͆ t̪͆ d̪͆ θ̪͆ ð̪͆ r̪͆ l̪͆ ɬ̪͆ ɮ̪͆]⟩のように下付きと上付きのブリッジを用いて表わされるが、⟨[n̟ t̟ d̟ θ̟ ð̟ r̟ l̟ ɬ̟ ɮ̟]⟩のように前寄りの歯茎音としてこれらの音を転写するのがより一般的である。
歯間音は言語に共通して稀である。他の歯音あるいは歯茎音の歯間音としての実現は、（個人・集団・地域の）特異性として、または近い歯間音の同時調音効果として起こり得る。最も一般的に生じる歯間音は非歯擦摩擦音である（歯擦音は歯音となる可能性があるが、歯間音として現われない）。一見したところ、歯間音はいかなる言語内でも歯音とは対比されていない。
有声ならびに無声歯間摩擦音 [ð̟, θ̟] は「then」や「thin」のような単語の開始音としてアメリカ英語に現われる。イギリス英語では、これらの子音は歯音 [ð, θ] となる傾向が強い。
歯間音 [l̟] はイタリア語の一部の変種に存在する。英語の一部の変種にも存在するが、英語における歯間音 [l̟] の分布と使用は明確ではない。
歯間接近音はカガヤネン語（マノボ語派）、カラガ・マンダヤ語（マンサカン語派）、カラガン語（マンサカン語派）、南部カタンドゥアネス州ビトール語、カリンガ語のいくつかの変種を含む多くのフィリピン語群において見られる。
歯間音 [ɮ̟] はアミ語の一部の方言に存在する。
ほとんどのオーストラリア諸語において、th、nh、（一部の言語で）lhと書かれる一連の歯音が存在する。これらは常に舌端音（すなわち、舌端を接触させることによって作り出される）であるが、言語や話者、この音を話者がいかに注意して発音するかに依存して、3種類の異なる方法で作り出すことができる。これらは、（アメリカ英語におけるthにおいて見られるような）歯の間から舌先が見える舌尖歯間音 [t̺͆/d̺͆ n̺͆ l̺͆]; 「舌端」が歯の間から見えるように、舌先を下の歯の背後に置く舌端歯間音 [t̻͆/d̻͆ n̻͆ l̻͆]; フランス語のt, d, n, lで見られるような、上の歯と歯茎の裏に舌先と舌端の両方を接触させる歯-歯茎音（denti-alveolar）[t̻̪/d̻̪ n̻̪ l̻̪] である。